# Euchilopsis
Euchilopsis es un género monotípico de plantas con flores perteneciente a la familia Fabaceae. Su única especie: Euchilopsis linearis (Benth.) F.Muell., es originaria de Australia donde se distribuye por Australia Occidental.